# Famille Tabódy
 (juillet 2024).
La famille Tabódy, de Tabód et Fekésháza (tabódi és fekésházi Tabódy en hongrois) est une ancienne famille de la noblesse hongroise. 

## Histoire
La famille est originaire du village de Tabód, dans le comitat de Tolna, dont elle prit le nom. Elle passe ensuite dans le comitat de Ung avec György Tabódy, cité en 1540.

## Personnalités
- György Tabódy (fl. 1648), juge (táblabiró) comitial.
- Gábor Tabódy (fl. 1733), juge des nobles du comitat de Ung.
- Gábor Tabódy (fl. 1787), alispán de Ung.
- Klára Tabódy (en) née Turmayer (1915-1986), actrice, chanteuse et danseuse hongroise, sœur de l'actrice Ida Turay (en) et fille de l'artiste peintre Sándor Turmayer (hu).
- Mihály Tabódy (fl. 1729), alispán du comitat de Ung. Père du suivant.
  - Sándor Tabódy (fl. 1715), cité comme alispán de Ung. Père du suivant.
    - Pál Tabódy (fl. 1845-1860), notaire en chef, administrateur puis főispán du comté d'Ung, chef de cabinet adjoint. Père du suivant.
      - József Tabódy (hu) (1837-1916), conseiller ministériel, chambellan KuK, chevalier de l'Ordre de François-Joseph, vice-président de l'Association de la Croix-blanche (Fehér Kereszt Országos Lelencház Egyesület).
      - Sándor Tabódy (1839°), ingénieur militaire, membre de la Garde du corps royale hongroise (1871), capitaine de hussard, chambellan KuK (1875). Frère du précédent.
- Jenő Tabódy (1839–1898), conseiller du roi, notaire en chef du comté de Ung. Père du suivant.
  - vitéz Tibor Tabódy (hu) (1885-1936), chambellan KuK, főispán de Zala, parlementaire, commandant, président fondateur de la communauté catholique Regnum Marianum. Père du suivant.
    - István Tabódy (hu) (1921-2000), major général (vezérőrnagy) de l'armée hongroise puis prêtre et chanoine de Székesfehérvár. Arrêté et emprisonné à plusieurs reprises par le régime communiste, il est élevé au rang de lieutenant-général à titre posthume.